# Roewe i6

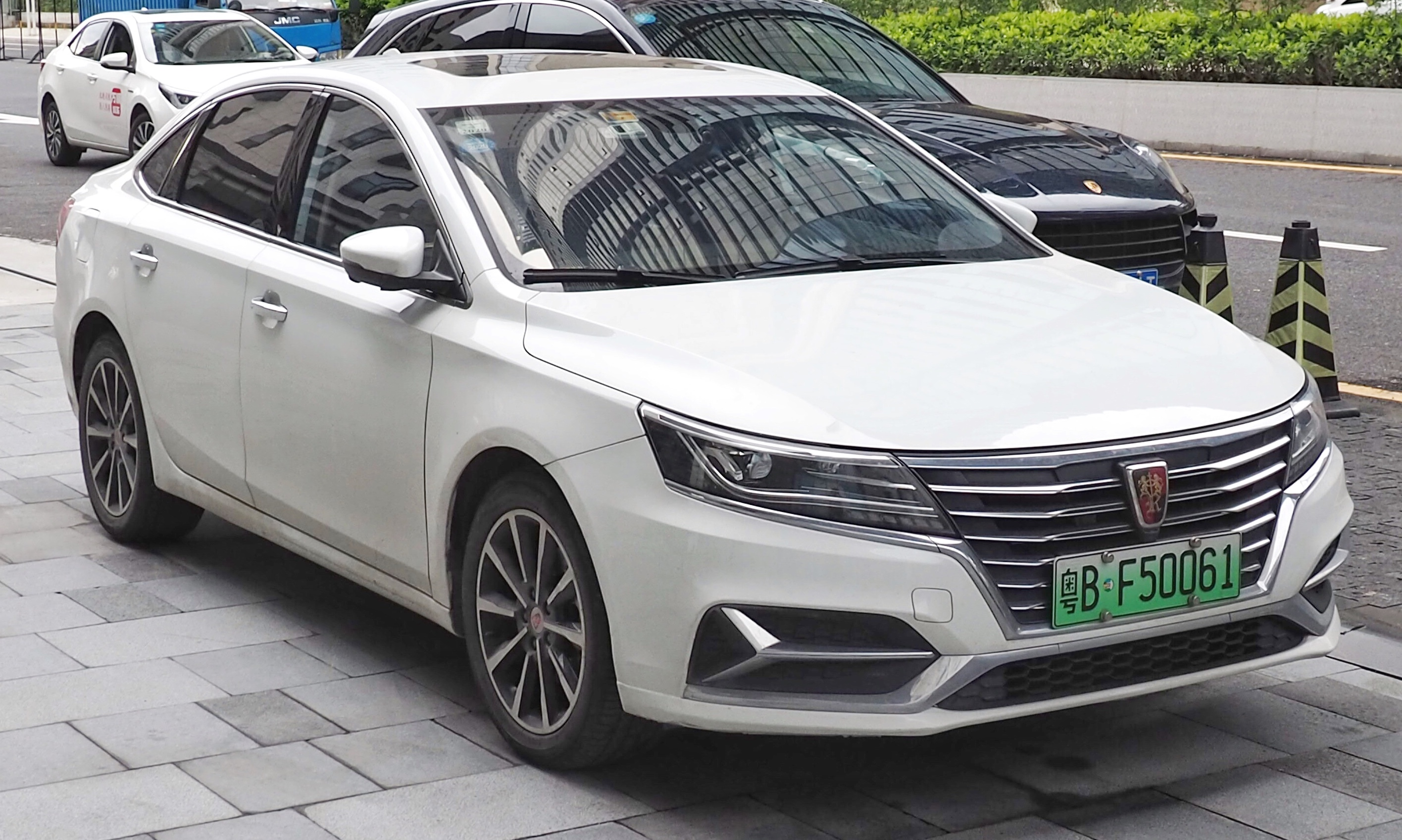
Roewe ei6

Roewe i6 — серия компактных автомобилей, подзаряжаемых гибридов и электромобилей на их базе, выпускаемых компанией SAIC Motor под брендом Roewe с 2017 года.

## Roewe i6
Roewe i6 под кодовым обозначением IP31 дебютировал в 2015 году на автосалоне в Гуанчжоу на платформе второго поколения MG 6. По сути, это первый седан, использующий дизайн Lv Dong.
Roewe i6 выпускается с двумя двигателями: 1,0-литровым, трёхцилиндровым мощностью 125 л. с. и 1,5-литровым с турбонаддувом мощностью 170 л. с.

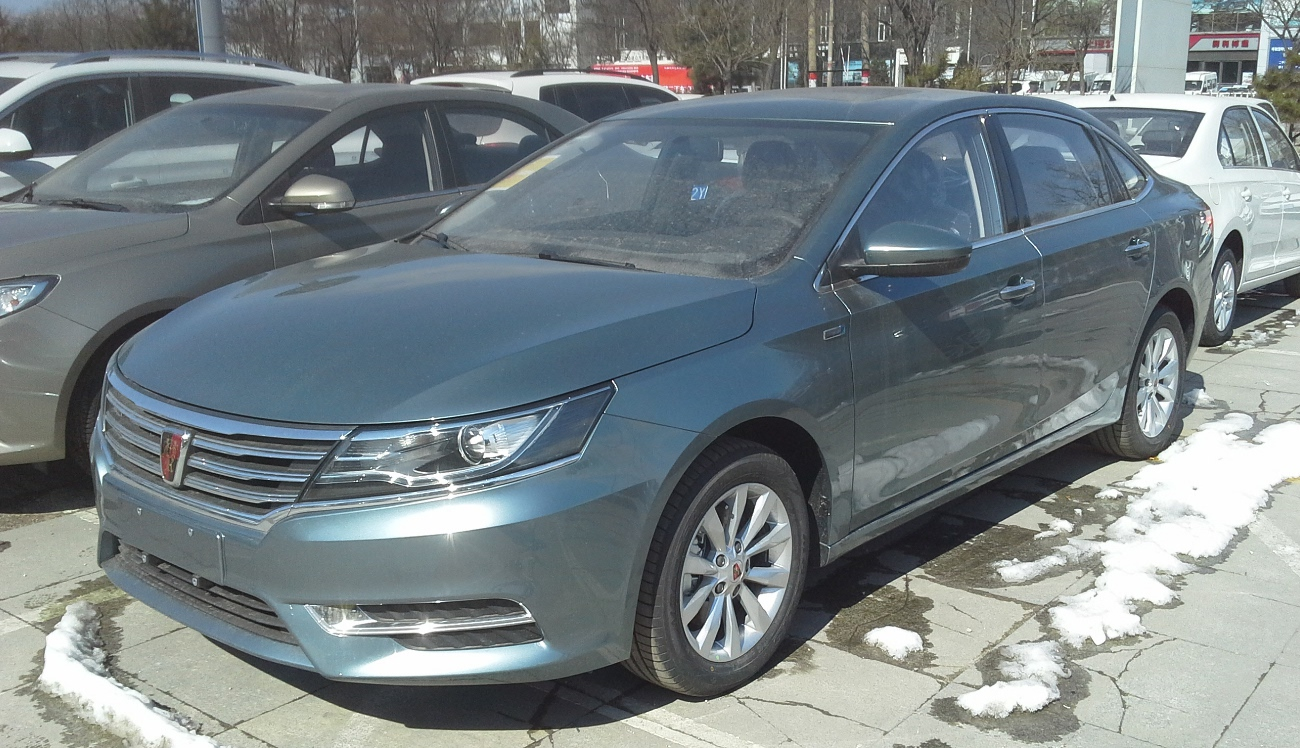
Вид спереди
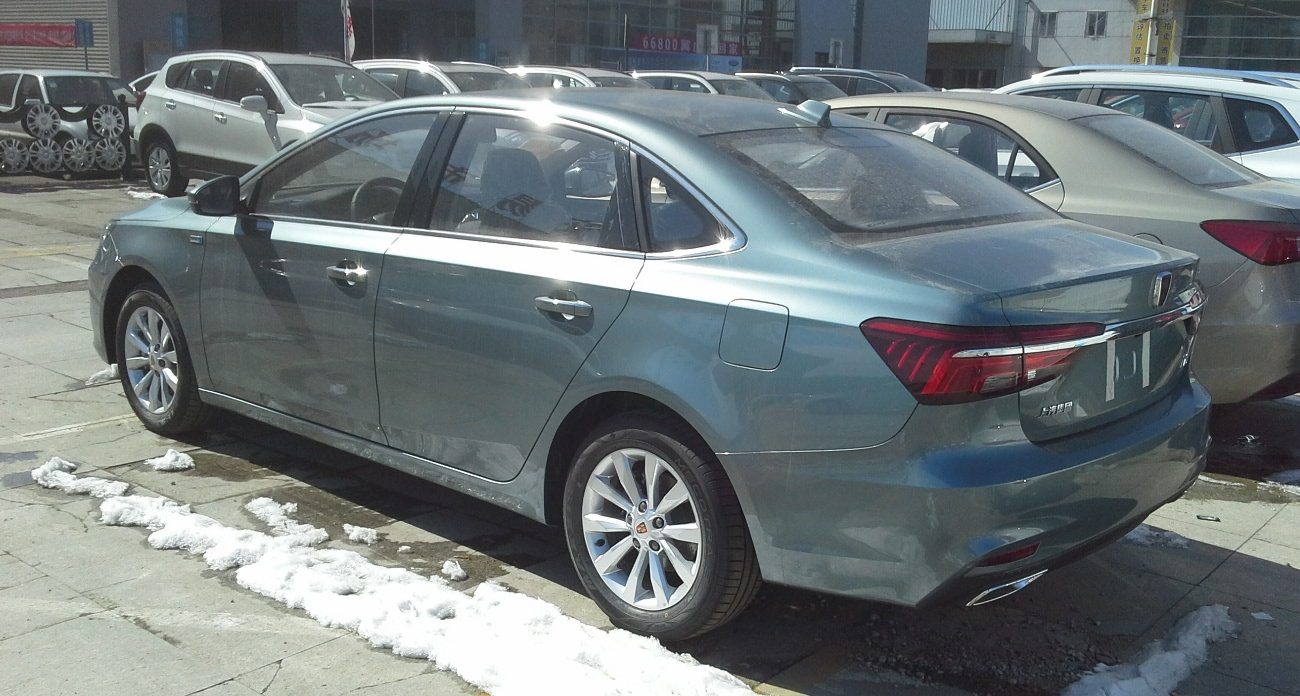
Вид сзади

## Roewe ei6
Roewe ei6 (IP34) является гибридным автомобилем на базе Roewe i6. Он оснащается двигателем мощностью 228 л. с. и электродвигателем мощностью 82 л. с.

## Roewe i6 Max и Roewe ei6 Max
Roewe i6 Max и Roewe ei6 Max являются рестайлингами предыдущих моделей, выпускаемых с 2020 года. Автомобили оснащаются 1,5-литровым двигателем Blue Core 300TGI мощностью 131 кВт и крутящим моментом 275 Н⋅м. Гибридный Roewe ei6 Max оснащён тем же двигателем, но мощностью 100 кВт и крутящим моментом 480 Н⋅м. Запас хода составляет 70 км, а расход топлива — 1,1 л на 100 км.

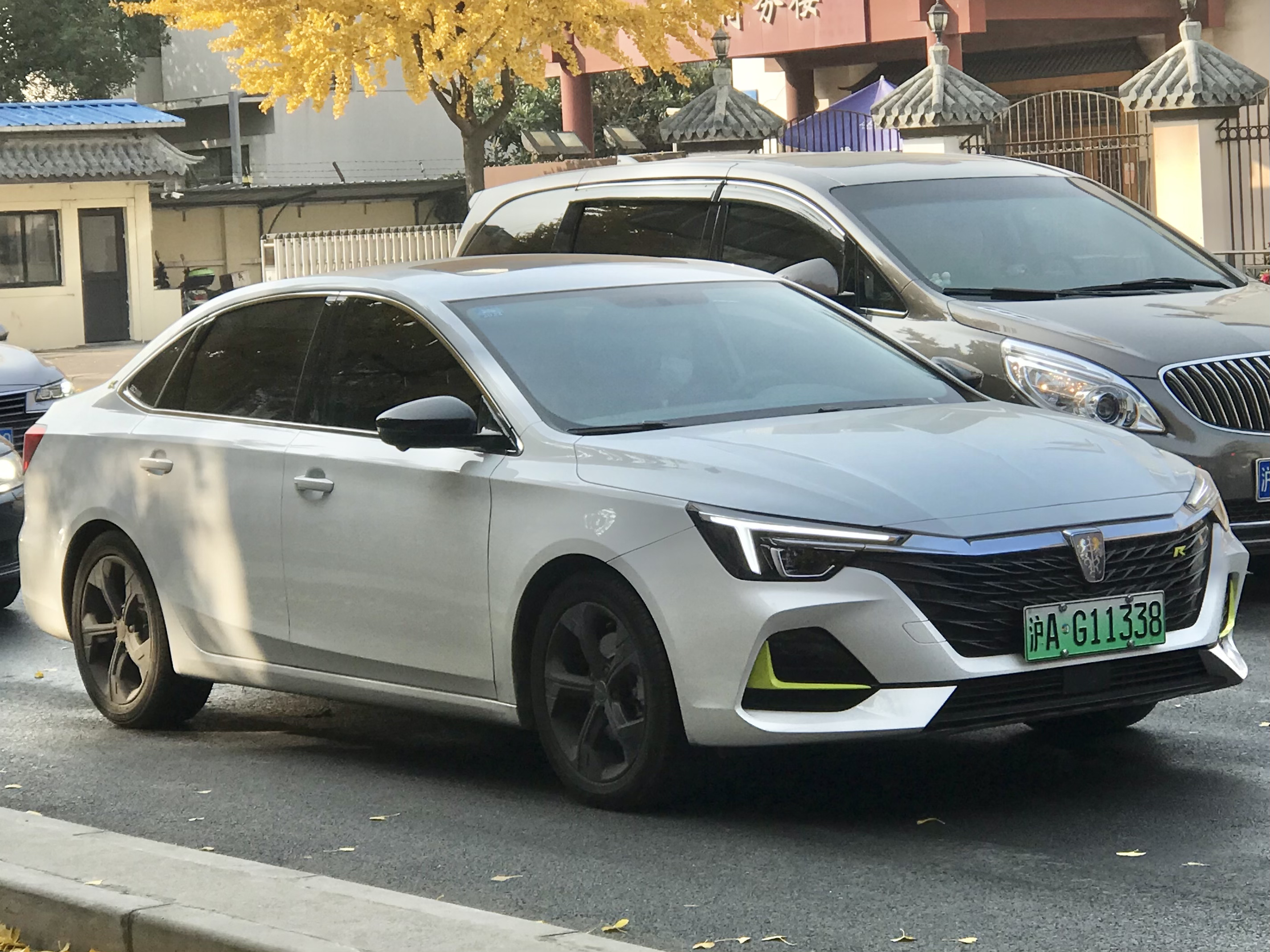
Вид спереди
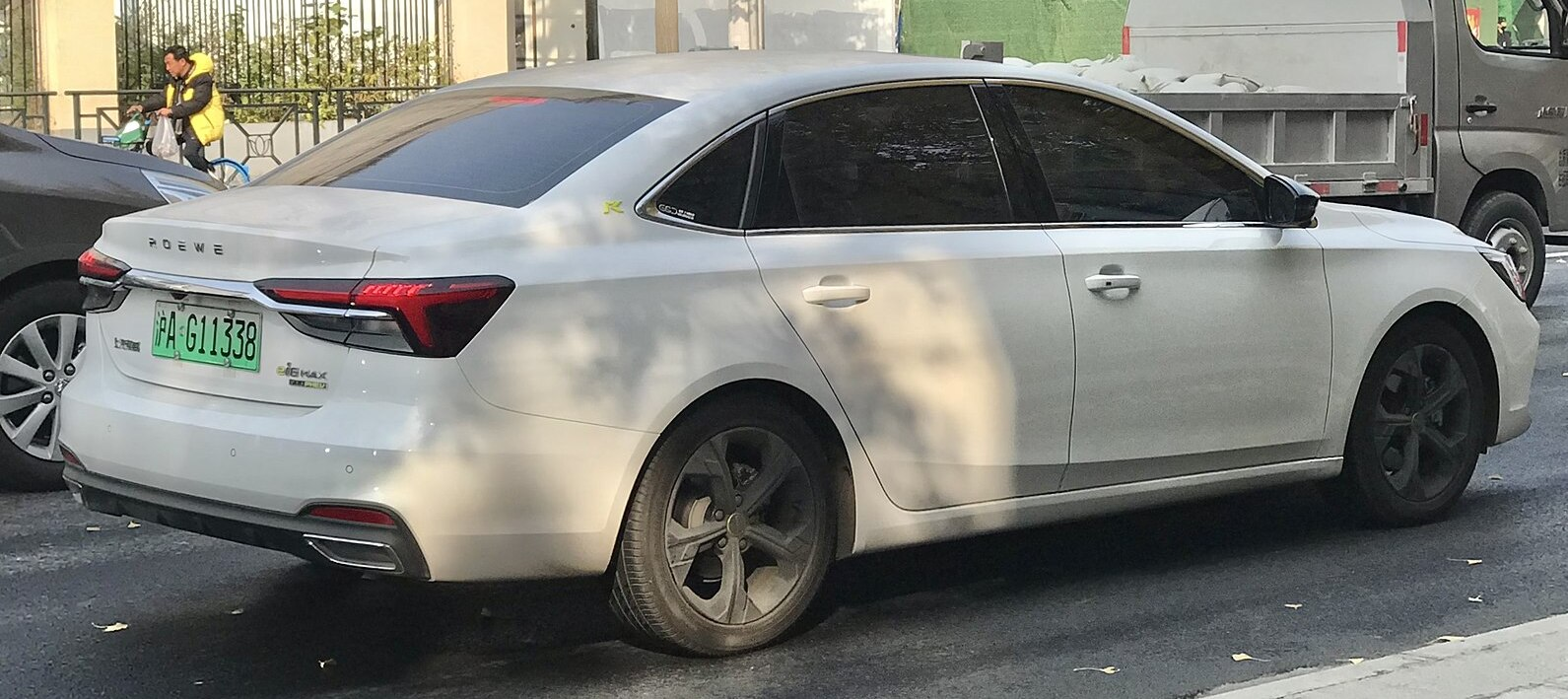
Вид сзади

## Rising Auto (Feifan, R) ER6
Rising Auto ER6 является первым электромобилем с эмблемой R на базе i6. Официально был представлен в августе 2020 года в Шанхае.
Автомобиль оснащается электродвигателем TZ204XS1152 производства Huayu Automotive Electric System Co., Ltd. мощностью 184 л. с. с литий-ионным аккумулятором напряжением 12,2 кВт*ч. Запас хода составляет 620 км.

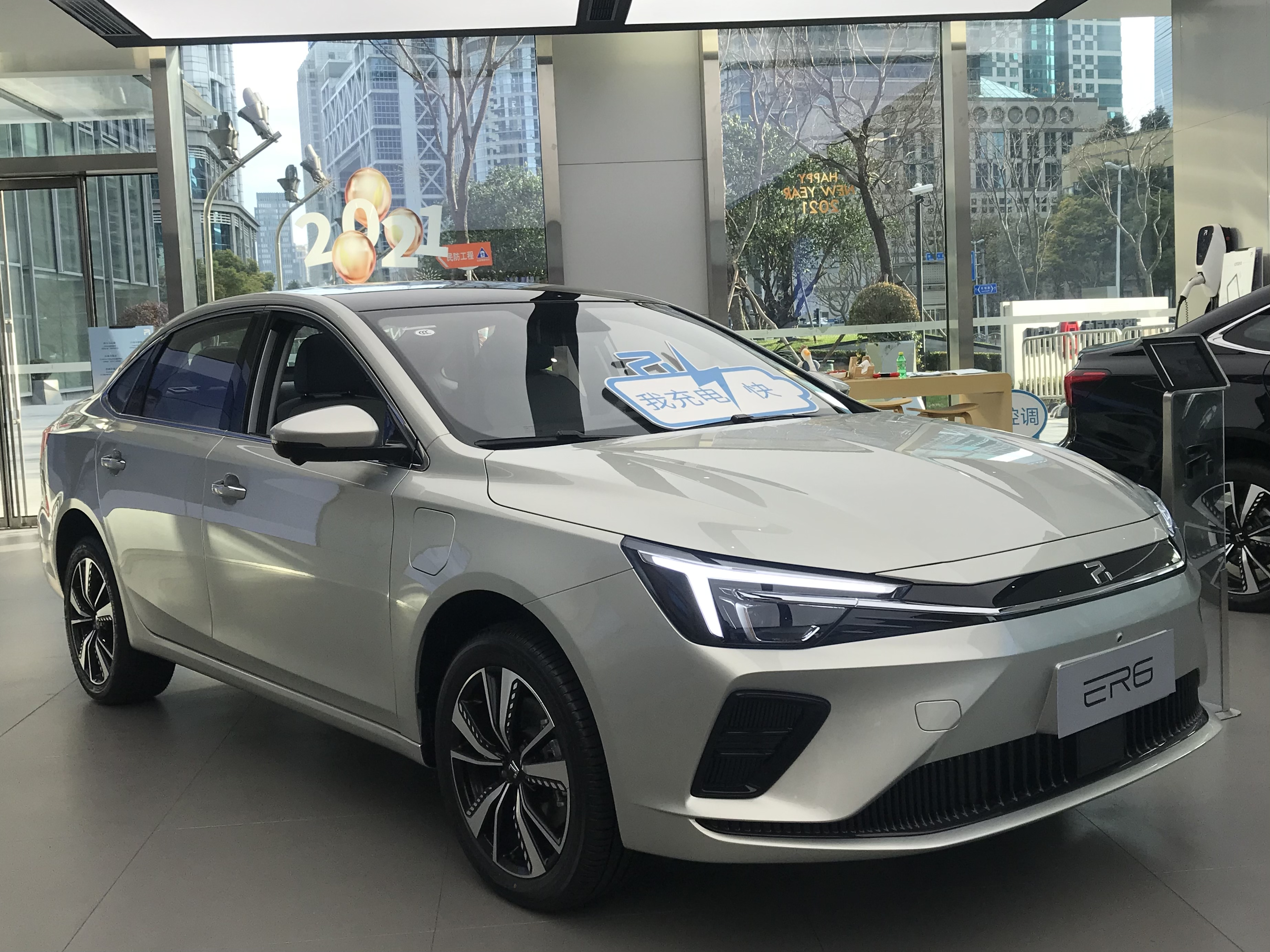
Вид спереди
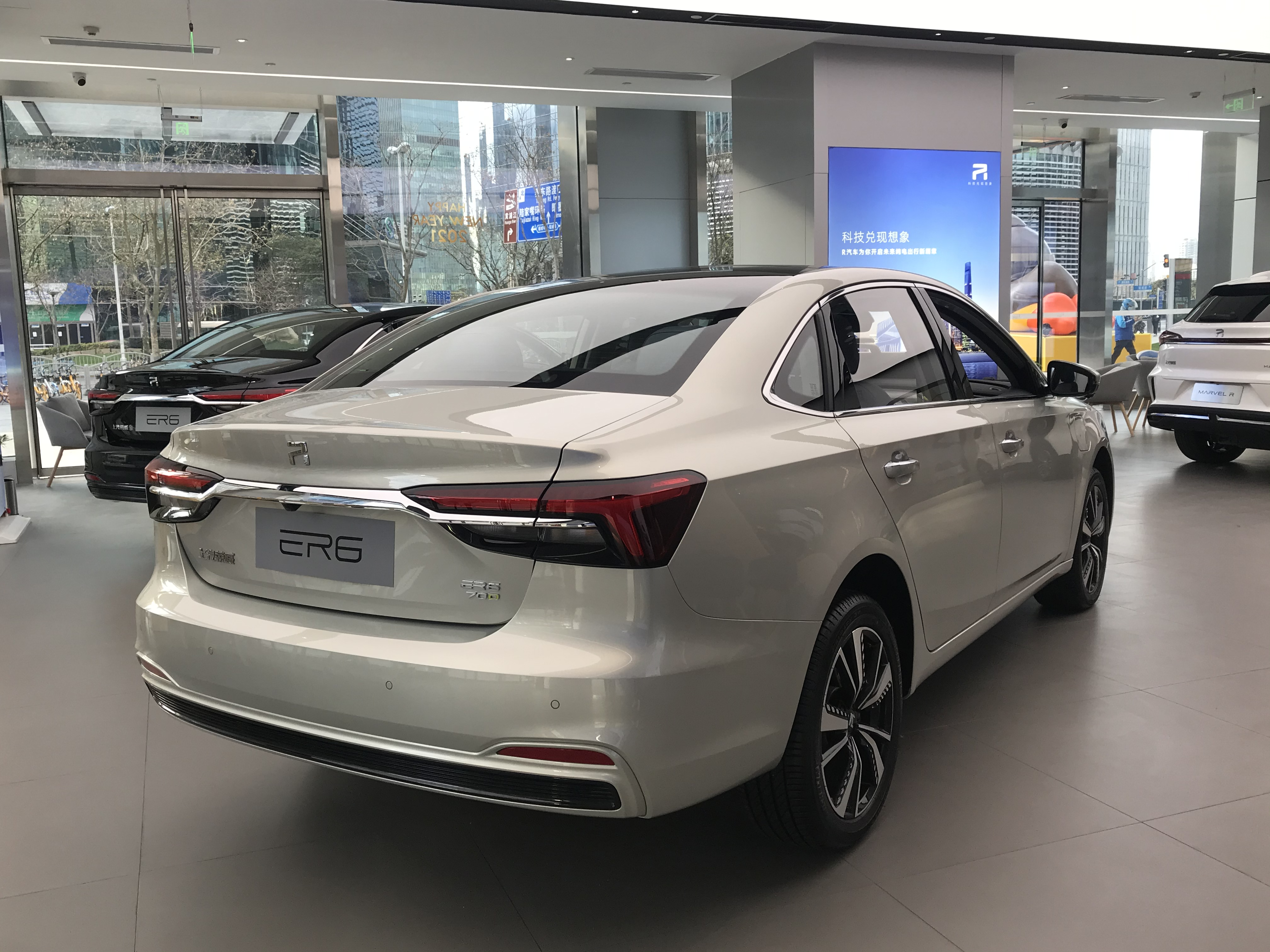
Вид сзади